# Sis dies de São Paulo
La Sis dies de Rio de Janeiro fou una cursa de ciclisme en pista, de la modalitat de sis dies, que es va disputar a São Paulo (Brasil). Només es disputaren dues edicions.

## Palmarès
| Any  | Primers                           | Segons                            | Tercers                            |
| ---- | --------------------------------- | --------------------------------- | ---------------------------------- |
| 1957 | Severino Rigoni · Bruno Sivilotti | Mario Ghella · Giuseppe Sunzeri   | Mario García · Enio Simoes         |
| 1958 | No disputats                      |                                   |                                    |
| 1959 | Antonio Alba · Claudio Rosa       | Antonio Alexandre · Ramón Vázquez | Bruno Sivilotti · Giuseppe Sunzeri |